# Orkney Museum

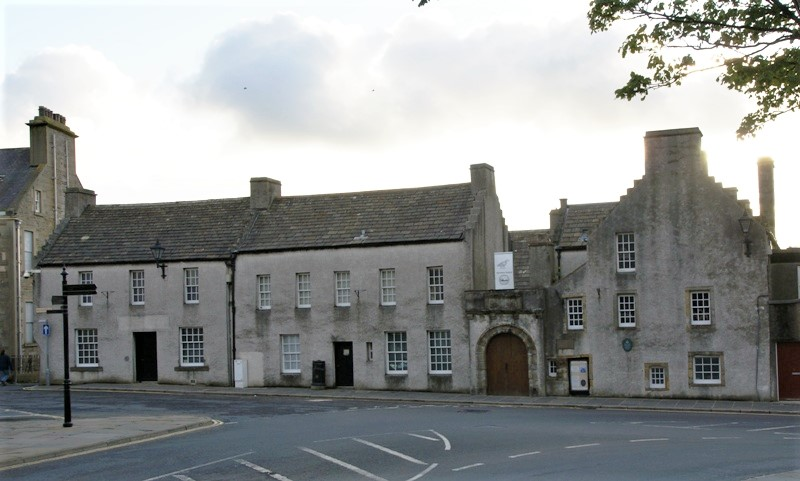
Orkney Museum

Das Orkney Museum, auch Tankerness House Museum, ist ein Museum in einem ehemaligen Herrenhaus in der schottischen Stadt Kirkwall auf der Orkneyinsel Mainland. 1971 wurde das Bauwerk in die schottischen Denkmallisten in der höchsten Kategorie A aufgenommen.

## Geschichte
Das Bauwerk setzt sich aus mehreren einzelnen Gebäuden zusammen. Das älteste ist das ehemalige Pfarrhaus des ersten postreformatorischen, protestantischen Geistlichen der Insel, Gilbert Fulzie, welches die Nordseite bildet. Es stammt aus dem Jahre 1561. Weitere Gebäude, die ebenfalls kirchlichen Zwecken dienten, folgten später. Im Jahre 1641 erwarb James Baikie of Tankerness die Gebäude und einte sie zu einem Herrenhaus. Er bewohnte das Haus bis 1670. Ein L-förmiger Flügel wurde im Verlaufe des 18. Jahrhunderts neu aufgebaut oder zumindest umgestaltet. 1968 ließ die Stadt Kirkwall das Gebäude restaurieren und richtete dort ein Museum ein.

## Museum
Thematisch deckt die Ausstellung die Geschichte der Orkneyinseln von der Steinzeit über die Piktenzeit und die Wikingerherrschaft bis zur Jetztzeit ab. Neben der Dauerausstellung werden wechselnde Sonderausstellungen gezeigt. Der erhaltene Salon und die Bibliothek von Tankerness House zeigen die Einrichtung eines Herrenhauses im 17. Jahrhundert.